# Ярралула-Есперанс – Муррін-Муррін – Тропікана/Грюєр
Ярралула-Есперанс – Муррін-Муррін – Тропікана/Грюєр – газопровідна система на заході Австралії. Офіційно відома як Eastern Goldfields Pipelines.
Систему спорудили для постачання гірничодобувних підприємств в район на схід від центральної ділянки газопроводу Ярралула – Есперанс. Наразі вона вже складається із трьох основних елементів:
- ділянки Murrin Murrin Lateral довжиною 84 кілометра та діаметром 200 мм, яку проклали до нікель-кобальтового гірничо-металургійного комплексу Муррін-Муррін, що почав роботу в 1999 році. Є відомості, що в 2020-му вона отримала лупінг завдовжки 14 км з тим саме діаметром 200 мм. Пропускна здатність ділянки становить 1,2 млн м3 на добу;
- введена у 2015-му ділянка Eastern Goldfields Pipeline довжиною 293 кілометра з діаметром 200 мм, що прямує від Муррін-Муррін до розташованих далі на схід золотих копалень Гранні-Сміт, Санрайз-Дам та Тропікана. Пропускна здатність цього елементу становить 0,55 млн м3 на добу;
- запущений в 2018-му газопровід Yamarna Gas Pipeline довжиною 198 кілометра з діаметром 150 мм, що прямує від Муррін-Муррін на північний схід до золотої копальні Грюєр (Gruyere). Відомо, що ця ділянка має робочий тиск у 10,5 МПа.
Крім того, від Murrin Murrin Lateral по перемичці завдовжки 6 кілометрів отримує живлення золотий рудник Гвалія (Gwalia), а від Eastern Goldfields Pipeline прокладена перемичка довжиною 5 кілометрів до золотого рудника Маунт-Морган.